# NGC 2669
NGC 2669 (również OCL 768 lub ESO 165-SC5) – gromada otwarta znajdująca się w gwiazdozbiorze Żagla. Została odkryta 11 kwietnia 1834 roku przez Johna Herschela. Jest położona w odległości ok. 3,4 tys. lat świetlnych od Słońca.